# Guennadi Zhidko
Guennadi Valeriyevich Zhidko (en ruso: Геннадий Валериевич Жидко ; Yangiabod, Unión Soviética, 12 de septiembre de 1965-Moscú, Rusia, 16 de agosto de 2023) fue un coronel general de las Fuerzas Armadas rusas.

## Biografía s
Guennadi Zhidko nació el 12 de septiembre de 1965 en la aldea de Yangiabad, en la República Socialista Soviética de Uzbekistán.
Después de graduarse en 1987 en la Escuela Superior de Comando de Tanques de Taskent, se convirtió en comandante de pelotón en la 27.ª División de Fusileros Motorizados de la Guardia. Durante su servicio en esta división, que formaba parte de los Distritos Militares del Volga y del Volga-Ural en Totskoye (Óblast de Oremburgo) ascendió a comandante de división (batallón de artillería), también fue ascendido a capitán temprano y luego a coronel. Recibió premios por organizar entrenamientos de fuego por parte del comandante del Distrito Militar de los Urales. En 1997 se graduó en la Academia de Fuerzas Blindadas Militares Malinovsky.
Zhidko murió de cancér en Moscú el 16 de agosto de 2023, a la edad de 57 años.

### Carrera militar
Se desempeñó como comandante del 92.º Regimiento de Fusileros Motorizados de la 201.ª División de Fusileros Motorizados en Dusambé (Tayikistán) en 2001.
En 2007 se graduó de la Academia Militar del Estado Mayor de las Fuerzas Armadas de Rusia. 
Desde agosto de 2007 hasta julio de 2009 fue comandante de la 20.ª División de Fusileros Motorizados de la Guardia del Distrito Militar del Cáucaso Norte, con sede en Volgogrado. Durante su mandato en este cargo, continuó el trabajo del mayor general Aleksandr Lapin, el cual era: «establecer relaciones de confianza con los grupos militares, además de mejorar el combate y el entrenamiento técnico. También supervisó el comienzo de la transición de la división de reclutas a militares contratados».
Participó en la intervención militar rusa en Siria en 2016 donde se desempeñó como jefe del Estado Mayor del grupo de las Fuerzas Armadas de la Federación Rusa en Siria. Del 22 de noviembre de 2017 al 3 de noviembre de 2018 fue Jefe Adjunto del Estado Mayor General de las Fuerzas Armadas Rusas. El 11 de junio de 2018 fue ascendido al rango de teniente general.
En noviembre de 2018 fue nombrado comandante del Distrito Militar del Este en sustitución de Alexander Zhuravlyov quien había sido transferido al puesto de comandante del Distrito Militar del Oeste; siendo presentado el 13 de noviembre al liderazgo en la sede del distrito en Jábarovsk. El 11 de junio de 2020 fue ascendido a coronel general.
El 12 de noviembre de 2021 fue nombrado jefe de la Dirección Política y Militar Principal de las Fuerzas Armadas de Rusia (GVPU), cargo incluido entre los viceministros de defensa. Reemplazó a Andréi Kartapolov quien se había retirado del ejército. El 28 de julio de 2022, el coronel general Viktor Goremykin lo reemplazó como jefe de la GVPU.

### Invasión rusa de Ucrania
En mayo de 2022, Guennadi Zhidko asumió el mando de las fuerzas rusas durante la invasión a Ucrania, reemplazando a Aleksandr Dvornikov. El 22 de junio de 2022, durante una visita del ministro de Defensa ruso, Sergei Shoigu, a Ucrania, se confirmó que Zhidko estaba al mando de las tropas a través de imágenes. Sin embargo, en julio de 2022, apenas un mes después, Zhidko fue degradado de su posición y reemplazado por Serguéi Surovikin. A raíz de su participación en la invasión, Zhidko fue sancionado por los Estados Unidos, Canadá y el Reino Unido en el mismo año.